# IC 2482
IC 2482 је елиптична галаксија у сазвјежђу Хидра која се налази на листи објеката дубоког неба у Индекс каталогу.
Деклинација објекта је - 12° 6' 30" а ректасцензија 9h 26m 59,2s. Привидна величина (магнитуда) објекта IC 2482 износи 11,5 а фотографска магнитуда 12,5. IC 2482 је још познат и под ознакама MCG -2-24-25, NPM1G -11.0235, PGC 26796.